# Candona hoffi
Candona hoffi är en kräftdjursart som beskrevs av Ferguson 1953. Candona hoffi ingår i släktet Candona och familjen Candonidae. Inga underarter finns listade.